# Протаміни

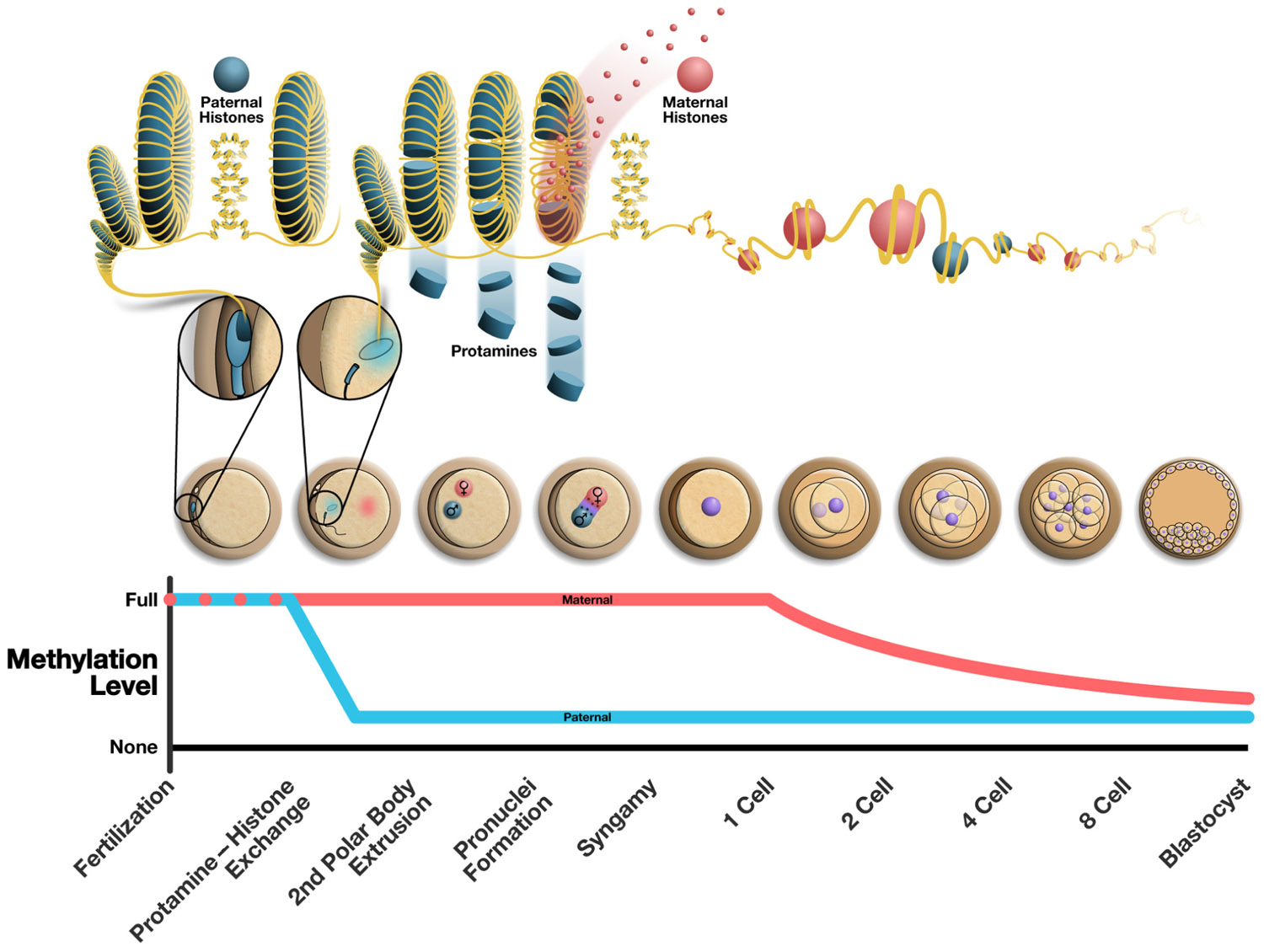
Зміни в структурі батьківського пронуклеуса після запліднення. Верхнє зображення показує перехід протамін-вмісного хроматину до гістон-вмісного хроматину. Типові протамінові тороїдні структури чітко видно в верхньому лівому кутку

Протаміни — білки хроматину, які замінюють гістони в сперматозоїдах під час сперматогенезу, що дозволяє щільніше запакувати ДНК в ядрі, зробивши голівку сперматозоїда меншою і легшою для руху. Протаміни — невеликі білки, які містять велику кількість амінокислот аргініну та лізину. Заміна гістонів на протаміни, та гаплоїдний набір хромосом, робить ядро сперматозоїда 1/20 об'єму соматичного ядра. Протаміни не замінюють повністю всі гістони, залишаючи 1-15% ДНК намотаною на гістонові білки у складі нуклеосом. Одиниця взаємодії ДНК та протамінів називається нуклеопротаміном, названа на зразок нуклеосом. 
У разі запліднення, вміст голівки сперматозоїда потрапляє до яйцеклітини. Там ДНК від батька — батьківський пронуклеус, — зазнає протамін-гістонову заміну, коли гістони знову стають основними білками хроматину.
Більшість ссавців має лише один білок-протамін, тоді як у мишей та у людей наявні їх два типи: PRM1 та PRM2. Проте співвідношення PRM1/PRM2 може відрізнятися, так у людей воно вище ніж у мишей. Також зміна співвідношення протамінів PRM1/PRM2 у людини може бути причиною безпліддя.

## Зв'язування з ДНК
Протаміни зв'язуються з ДНК у великому жолобку, загинаючи молекулу ДНК навколо себе. Протаміни з ДНК нагромаджуються, створюючи тороїдо-подібні хроматинові структури у 50-70 нм в діаметрі, в яких міститься приблизно 50-100 тис. пар основ молекули ДНК.